# سلطع برغر

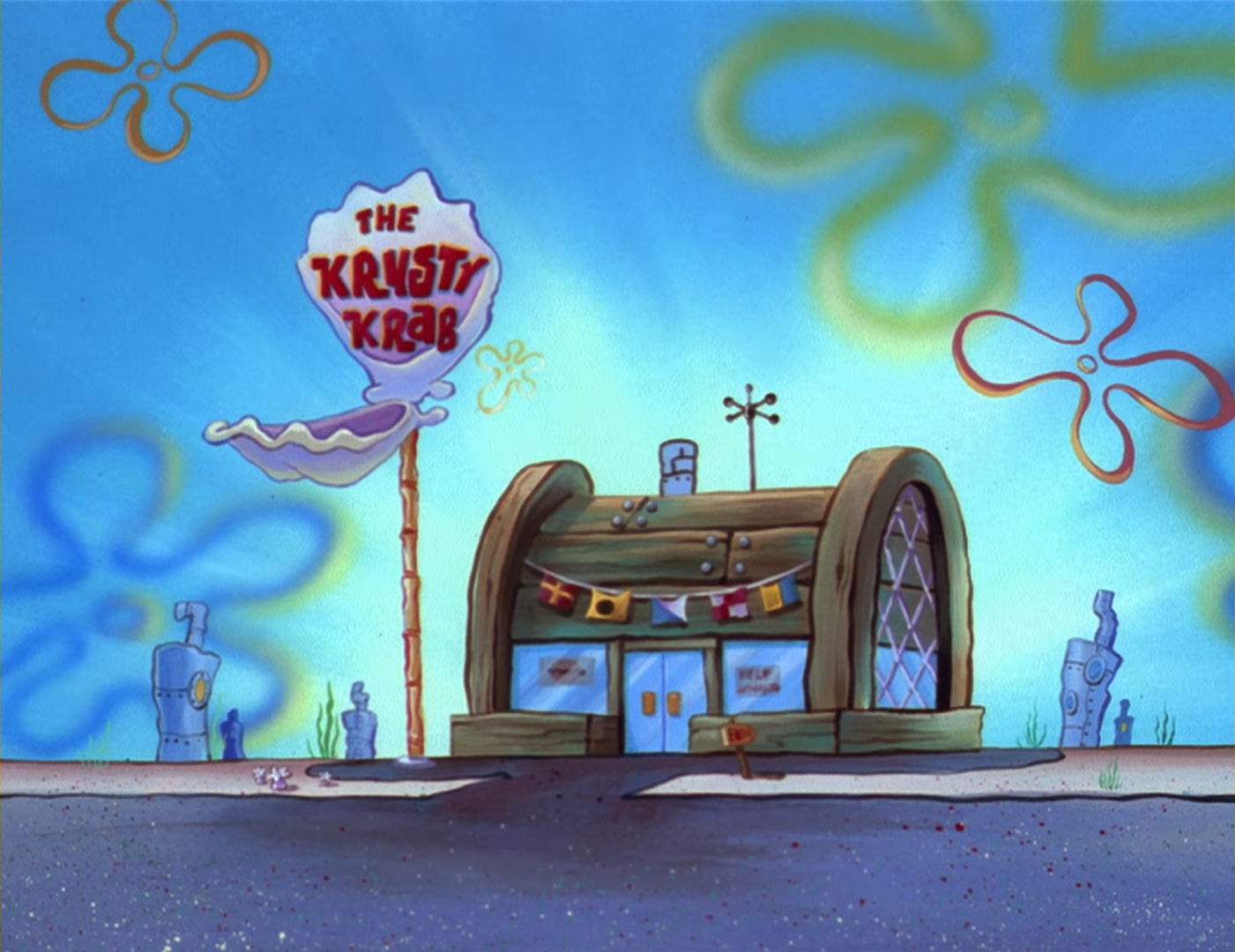
مطعم مقرمشات سلطع الذي يقدم سلطع برغر في كرتون سبونج بوب سكوير بانتس.

سلطع برجر (بالإنجليزية: Krabby Patty)‏ وهو برجر يقدمه مطعم مقرمشات سلطع من البرنامج الكرتوني الأمريكي سبونج بوب سكوير بانتس، يُقدم هذا البرجر في المطعم كوجبة رئيسية ويحبه سكان قاع الهامور بشدة، وصفة البرجر ليست معروفه ومكوناتها الاساسية (الخبز، اللحم، الخس، الطماطم، الجبنة، إضافة إلى صلصة الكاتشاب والخردل). ويُعتقد بوجود سر خاص بالوجبة التي تعطي هذه المذاق والشعبية له، يسعى شمشون صاحب مطعم دلو الصداقة للحصول على الوصفة السرية لهذا البرجر.